# Turbonilla jeffreysi
Turbonilla jeffreysi är en snäckart som först beskrevs av John Gwyn Jeffreys 1848.  Turbonilla jeffreysi ingår i släktet Turbonilla, och familjen Pyramidellidae. Det är osäkert om arten förekommer i Sverige.